# 神州学人集团
神州学人集团股份有限公司 （深交所：000547）是中国深圳证券交易所的一家上市公司，主营业务范围为通信及相关设备制造业。
2011年，该公司主营业务收入为408753586.70元，公司净利润为107137035.02元，公司总资产为2180263572.77元。